# 627 Харис
627 Харис (627 Charis) — астероїд головного поясу, відкритий 4 березня 1907 року Августом Копфом у Гейдельберзі.